# Buffalo Lake, Minnesota
Buffalo Lake är en ort i Renville County i delstaten Minnesota, USA.